# Halina Dobrowolska (scenograf)
Halina Dobrowolska, również jako Halina Krzyżanowska-Dobrowolska, Halina Krzyżanowska (ur. 18 sierpnia 1929 w Krakowie, zm. 23 kwietnia 2016 w Gliwicach) – polska scenograf filmowa, dekoratorka wnętrz i kostiumograf.

## Życiorys
Absolwentka Wydziału Architektury Wnętrz Akademii Sztuk Pięknych w Łodzi.
Dwukrotnie nominowana do Polskiej Nagrody Filmowej, Orzeł w 2001 za scenografię do filmów Córy szczęścia i Życie jako śmiertelna choroba przenoszona drogą płciową. Laureatka Nagrody Stowarzyszenia Filmowców Polskich za wybitne osiągnięcia artystyczne. Członkini Polskiej Akademii Filmowej.
Pochowana na cmentarzu Rakowickim w Krakowie.

## Wybrana filmografia
jako autorka scenografii:
- Rozwodów nie będzie (1963)
- Życie raz jeszcze (1964)
- Album polski (1970)
- Nie lubię poniedziałku (1971)
- Moja wojna, moja miłość (1975)
- Motylem jestem, czyli romans 40-latka (1976)
- Akcja pod Arsenałem (1977)
- Miś (1980)
- Kobieta w kapeluszu (1984)
- Ga, ga. Chwała bohaterom (1985)
- Bohater roku (1986)
- Krótki film o zabijaniu (1987)
- Krótki film o miłości (1988)
- Sztuka kochania (1989)
- Podwójne życie Weroniki (1991)
- Trzy kolory. Biały (1993)
- Cwał (1995)
- Prostytutki (1997)
- Klan, odc. 1-3 (1997)
- Córy szczęścia (1999)
- Życie jako śmiertelna choroba przenoszona drogą płciową (2000)

jako autorka kostiumów:
- Człowiek na torze (1956)